# Майкл (фильм, 1996)
«Майкл» (англ. Michael) — американский художественный фильм, снятый в жанре комедийной мелодрамы, американским режиссёром Норой Эфрон в 1996 году. Премьера фильма в США состоялась 25 декабря 1996 года.

## Сюжет
Действие фильма происходит перед Рождеством. В таблоид National Mirror приходит письмо из глубинки Айовы, в котором написано, что в мотеле, принадлежащем одинокой пожилой женщине Пэнси Милбэнк, уже шесть месяцев живёт настоящий ангел с крыльями по имени Майкл. Один из репортёров Фрэнк Куинлен, будучи на грани увольнения, получает задание от главного редактора Малта привезти этого ангела в Чикаго. Вместе с ним едет «специалист по ангелам» Дороти Уинтерс (в жизни — дама, зарабатывающая выгуливанием собак для занятых хозяев) и Хью Дрисколл, хозяин Спарки, пёсика талисмана газеты (у главного редактора была такая же собака в детстве). Трое героев приезжают в указанный мотель и там действительно знакомятся с неким Майклом.
Внешне он выглядит как мужчина лет под сорок: неопрятный, пьющий, курящий, сквернословящий и падкий до женщин. На спине у него имеются большие крылья. Постоялец мотеля сообщает репортерам, что является архангелом Михаилом и спустился с небес, внемля мольбам Пэнси защитить её от произвола властей. На просьбы показать чудо Майкл отнекивается, отвечая: «Это не мой профиль». Майкл, тем не менее, обладает некими сверхъестественными способностями, предугадывая дальнейшее развитие событий. Вскоре Пэнси скоропостижно скончалась, когда готовила завтрак, и Майкл сам предлагает поехать в Чикаго. Четверка героев и собака отправляется в автомобильное путешествие. Из-за Майкла они попадают в приключения. В ближайшем городке Майкл соблазняет своим заводным танцем всех женщин в баре и устраивает грандиозную драку с их мужчинами. В путешествии между Фрэнком и Дороти возникают чувства и случается близость. Поблизости от Чикаго Спарки попадает под машину и умирает от полученных травм. Фрэнк заставляет ангела, наконец, явить чудо; Майкл воскрешает собаку, но ему становится плохо. Дороти признаётся, что её наняли на место Хью, которого главный редактор все равно собирался уволить. Фрэнк и Дороти ссорятся. Уже у самого порога редакции в Сирс Тауэр ангел совсем слабеет, говорит, что ему пора назад на небо, ложится на землю и затихает. В редакции Фрэнк заявляет, что ангел был мошенником и ничего не вышло. Малт готов забыть об угрозе увольнения, но Фрэнк уходит сам.
Выйдя из редакции, Фрэнк неожиданно видит на улице фигуру, похожую на Майкла. Он пытается нагнать его и неожиданно сталкивается с Дороти. Они мирятся и признаются друг другу в любви. В финальной сцене Майкл разговаривает с Пэнси и после танцует с ней.

## В ролях
| Актёр                  | Роль                |
| ---------------------- | ------------------- |
| Джон Траволта          | Майкл               |
| Энди Макдауэлл         | Дороти Уинтерс      |
| Уильям Хёрт            | Фрэнк Куинлан       |
| Боб Хоскинс            | Вартан Малт         |
| Роберт Пасторелли      | Хьюи Дрисколл       |
| Джин Стэплтон          | Пэнси Милбанк       |
| Тери Гарр              | судья Эстер Ньюберг |
| Уоллес Лэнгхэм         | Брюс Крэддок        |
| Джои Лорен Адамс       | Анита               |
| Карла Гуджино          | невеста             |
| Том Ходжес             | жених               |
| Кэтрин Ллойд Бёрнс     | Эви                 |
| Ричард Шифф            | официант-итальянец  |
| Кэлвин Триллин         | шериф               |
| Дональд Дж. Ли младший | судебный пристав    |

## Съёмочная группа
- Авторы сценария — Нора Эфрон, Делия Эфрон, Питер Декстер, Джим Куинлан
- Режиссёр-постановщик — Нора Эфрон
- Оператор-постановщик — Джон Линдли
- Композитор — Рэнди Ньюман
- Редактор — Джеральдина Перони
- Художник-постановщик — Дэн Дэвис
- Костюм — Элизабет МакБрайд
- Исполнительные продюсеры — Делия Эфрон, Джонатан Д. Крэйн
- Продюсеры — Шон Дэниел, Нора Эфрон, Джеймс Джекс

## Кассовые сборы
Фильм стал хитом просмотров. Премьера состоялась в день рождества и принесла создателям $17 435 711 в первые выходные (на $3 400 000 долларов больше, чем выручил Джерри Магуайер за три недели предыдущих просмотров).
- В США: $95 318 203
- За границей: $24 400 000
- Во всём мире: $119 718 203

## Отзывы
Алекс Энлов: «„Майкл“ — это фильм о путешествии, пронизанном особой романтикой, которой так не хватает в нашем порочном обществе. <…> У Майкла есть надежда и миссия показать людям путь возрождения — любовь. Фильм „Майкл“ — это сатирическая проза о жизни и смерти».

## Релизы
В США впервые фильм был выпущен компанией Warner Home Video на VHS видеокассетах в 1996 году.
Также в США фильм выпускался компанией Warner Home Video на LD дисках.
На DVD дисках в США фильм впервые был выпущен компанией Warner Home Video в 1997 году.
В России фильм был выпущен компанией «ВидеоСервис» на лицензионных видеокассетах в 1997 году в переводе Юрия Сербина и на лицензионных DVD в начале 2000-х годов.